# مزرعه بزه رشیان گل زرد
مزرعه بزه رشیان گل زرد یک منطقهٔ مسکونی در ایران است که در دهستان عثمانوند واقع شده‌است.